# قواعد الإسناد
قواعد الإسناد (أو قواعد التنازع) هي نوع من القواعد القانونية تبين القانون الواجب التطبيق في مجال القانون الدولي الخاص وتتجلى مهمتها في أنها تسند للقانون المعتمد مهمة فض الخلاف أو النزاع. فهي التي ترشد القاضي إلى القانون الواجب تطبيقه على الصراع المشتمل على عنصر أجنبي(أ).

## أنواع قواعد الإسناد
تتميز قواعد الإسناد في نوعين:
قواعد إسناد فردية: هي القواعد التي تقتصر على الحالات التي يكون فيها القانون الوطني(ب) مختصا.
قواعد إسناد ازدواجية: هي القواعد التي تحدد حالات اختصاص القانون الأجنبي وكذالك حالات اختصاص القانون الوطني

## عناصر قاعدة الإسناد
لقاعدة الإسناد ثلاث عناصر أو أركان:
موضوع الإسناد: هو المسألة التي سيبحث القاضي الوطني(ج) في حلها. ويسمى كذلك الفئة المسندة.
ضابط الإسناد: هو الوسيلة أو الأداة التي تَحدَّد بموجبها القانون الواجب تطبيق أحكامه، واستبعاد غيره من القوانين.
القانون المسند إليه: هو القانون الذي تسند له قاعدة الإسناد حل النزاع، وهو إما القانون الأجنبي أو القانون الوطني.
مثال: أجنبية لم تبلغ سن الأهلية بالنسبة لبلدها الأصلي، أرادت الزواج في بلد القاضي الذي يسمح قانونه لمواطنيه الزواج في مثل سنها.
موضوع الإسناد في هذا المثال هو أهلية الشخص،
وضابط الإسناد هو جنسية الشخص،
أما القانون المسند إليه فهو القانون الأجنبي.
وبالتالي فإن القاضي سيستند على القانون الأجنبي في تحديد أهلية الأجنبية للزواج وبالتالي فلن تتمكن هذه الأخيرة من إبرام عقد الزواج لأن قانون بلدها الأصلي لايسمح بذلك.

## خصائص قواعد الإسناد
تتميز قاعدة الإسناد بمجموعة من الخصائص:
- الوطنية: ويقصد بها أن لكل دولة قواعد إسناد خاصة وضعها المشرع الوطني تختلف عن تلك التي تضعها الدول الأخرى.[6]
- الإرشاد: قواعد الإسناد هي قواعد ترشد القاضي الوطني إلى القانون الواجب تطبيقه في حالة العنصر الأجنبي. ويقال عنها كذلك انها قواعد غير مباشرة أي أنها لا تدل مباشرة على الحل بل ترشد للقانون الواجب تطبيقه.[7]

- الحيادية: إن حيادية قاعدة الإسناد مردها بالأساس إلى المبدإ المجرد لظرف الإسناد إذ أن ظرف الإسناد لا يعين بالذات القانون الواجب تطبيقه، بل هو يشير إلى قانون الدولة التي يبدو أن العلاقة محل النزاع وثيقة العلاقة بها.[8]

- الإزدواجية: ويقصد بها أن قاعدة الإسناد قد تحيل على القانون الوطني للقاضي أو تشير إلى اختصاص القانون الأجنبي.[6]

## أساليب الإسناد
الإسناد البسيط وهو الأكثر شيوعا إذ تتضمن قاعدة الإسناد ظرف إسناد وحيد.
الإسناد المركب وفي هذه الحالة تكون هناك أكثر من طريقة للإسناد وهي كالتالي:
الإسناد الموزع
الإسناد الجامع
الإسناد التخييري

## القوة الملزمة لقاعدة الاسناد
اختلف الفقه القضائي في مدى إلزامية قواعد الإسناد وانقسموا إلى فريقين: فهناك من يرى بأن القاضي الوطني غير ملزم بإعمال قاعدة الإسناد مالم يطلب أطراف النزاع ذلك وفريق آخر يقول بأن القاضي الوطني ملزم بتطبيق قاعدة الإسناد كلما عرضت عليه قضية ذات عنصر أجنبي ولو لم يطلب المتنازعون إعمالها:
إلزامية قاعدة الإسناد: يرى السائرون في هذا النهج أن القواعد القانونية لا يمكن أن تقسم إلى ملزمة وغير ملزمة، فالقواعد غير الملزمة هي ليست قواعد أصلا، فهي بذلك لن تؤدي دورها في استقرار العلاقات القانونية مادام ليس هناك من حرج على القاضي والأفراد في حالة عدم الالتزام بها.
عدم إلزامية قاعدة الإسناد: ويبرر أصحاب هذا الاتجاه رأيهم بكون قاعدة الإسناد لا تحمل كل صفات القاعدة القانونية بما فيها صفة الإلزام المرتبطة بصفة الجزاء المترتب عن مخالفة تلك القاعدة، لأنها حينما تشير إلى تطبيق القانون الأجنبي فهي لا تتعلق بالنظام العام كبقية القواعد الملزمة وتكون حينها قاعدة تكميلية ذات طابع إرشادي، فهي لاتلزم القاضي باللجوء إلى القانون الأجنبي لحل النزاع ما لم يطلب المتنازعون ذلك.

## هوامش
أ : رغم اختلاف تعريفات الأجنبي في تشريعات الدول وكذا اختلاف تعريفه حتى بين قوانين نفس البلد فإن المقصود بالأجنبي هو الشخص الذي لا يحمل جنسية الوطن.
ب : يقصد بالقانون الوطني قانون القاضي الذي يبث في النزاع.
ج : يقصد بالقاضي الوطني قاضي البلد الذي رفعت فيه الدعوى القضائية.